# Nokia 2610

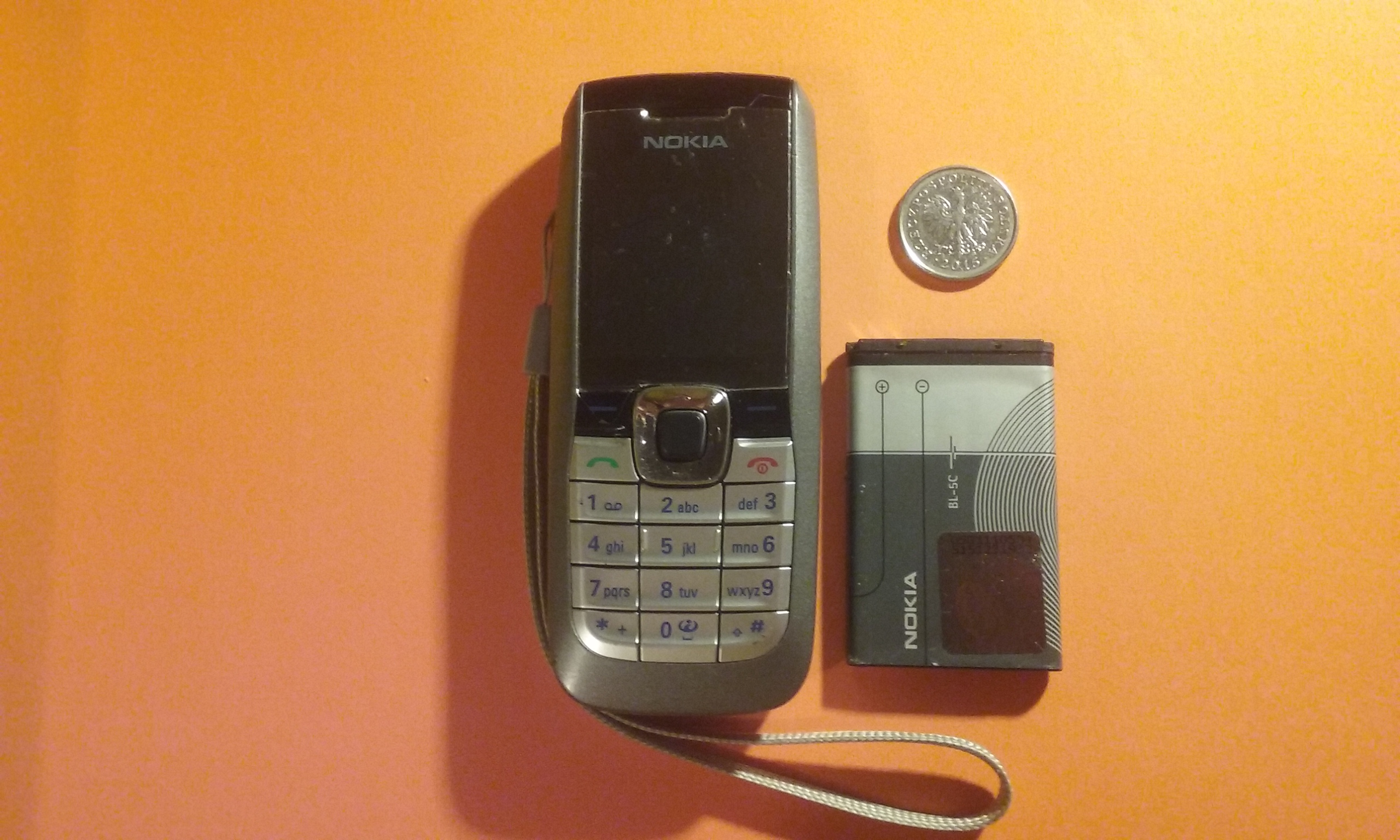
Nokia 2610 com bateria BL-5C

Nokia 2610 é um modelo telefônico da Nokia Corporation criado em 2004-2005. Ele possui as seguintes características:
Display colorido de 4096 cores, com resolução de 128x128 pixels;
Sistema MIDI básico;
Memória de 3MB compartilhada (parte dela é usada no sofwtare do telemóvel);
Sistema JAVA MIDP2.0 e CLDC1.1;
Entrada USB CA-45 (porém, a Nokia nunca disponibilizou o uso em massa desse cabo no aparelho);
Entrada para carregador e fone de ouvido (padrão da série básica);
GSM (SIM card);
WAP 2.0.
O sistema desse celular é inovador em relação a outros modelos antigos, pois ele lê os seguintes tipos de arquivos:
MP3 (8kbps-128kbps), GIF (máximo de 5fps, 128x128), AMR (narrow band e wideband), JPG, BMP, PNG, MID (sequências muito longas e de muita notação não funcionam neste aparelho).